# System III
UNIX System III (of System 3) was een commerciële versie van het Unix-besturingssysteem die uitgebracht werd door de Unix Support Group (USG) van AT&T.
AT&T kondigde eind 1981 System III aan en maakte het voor het eerst beschikbaar buiten Bell Labs in 1982. UNIX System III was een mix van verschillende AT&T Unix-systemen: Unix Versie 7, PWB/UNIX 2.0, CB UNIX 3.0, UNIX/RT en UNIX/32V. Systeem III draaide op DEC PDP-11- en VAX-computers.
Het systeem heette naar verluidt System III omdat het werd beschouwd als de extern beschikbare release van UNIX/TS 3.0.1 en CB UNIX 3, die beide Unix-varianten waren die intern ondersteund werden bij Bell labs. In de handleiding wordt ernaar verwezen als UNIX Release 3.0, er waren geen Unix-versies genaamd System I of System II. Er was ook geen officiële release van UNIX/TS 4.0 (wat System IV zou zijn geweest), dus werd System III opgevolgd door System V, gebaseerd op UNIX/TS 5.0.
System III introduceerde nieuwe functies zoals named pipes, het uname commando en systeemaanroep en de run queue. Het combineerde ook verschillende door externe organisaties aangebrachte verbeteringen aan Unix Versie 7. Het bevatte echter geen innovatieve uitbreidingen van BSD, zoals de C-shell (csh) en schermbewerkingen.
Varianten van Unix die gebaseerd zijn op System III zijn onder meer (vroege versies van) HP-UX, IRIX, IS/3 en PC/IX, PC-UX, PNX, SINIX, Venix en Xenix.